# Williamtown (New South Wales)
Williamtown ist ein ländlicher Ort mit etwa 750 Einwohnern im australischen Bundesstaat New South Wales. Williamtown befindet sich 26 Kilometer nördlich von Newcastle und 15 Kilometer östlich von Raymond Terrace. Es liegt im Verwaltungsgebiet (LGA) Port Stephens Council.
Das Gebiet östlich von Williamstown ist dominiert von der RAAF Base Williamtown, einem Stützpunkt der australischen Luftwaffe, und dem Flughafen von Newcastle. Im Westen hingegen überwiegt ländliches Gebiet mit einigen größeren Anwesen. Im Süden von Williamtown liegt die Fullerton Cove, eine große Bucht des Hunter Rivers. 
Bekannt ist der Ort auch durch seine Strände und das vor Küste liegende Wrack der Sygna. Der norwegische 50.000-Tonnen-Frachter lief hier 1974 nach einem Sturm auf Grund und brach auseinander.